# Икер Касиљас
Икер Касиљас Фернандез (шп. Íker Casillas Fernández; Мадрид, 20. мај 1981) бивши је шпански фудбалер који је играо на позицији голмана. Касиљас се сматра једним од највећих голмана свих времена, који је познат по свом атлетизму, брзим реакцијама и изванредној способности заустављања.

## Каријера

### Реал Мадрид
Касиљас је поникао у фудбалској школи Реал Мадрида. Првом тиму је први пут прикључен када му је било 16 година 27. новембра 1997. за утакмицу Лиге шампиона против Розенборга, али је ту утакмицу провео на клупи за резервне играче. У сезони 1998/99. био је резерва Боду Илгнеру и те сезоне је дебитовао за први тим. Наредне сезоне је истиснуо Илгнера из тима и тако је постао први избор међу стативама. Реал је те сезоне освојио Лигу шампиона победом над Валенсијом (3—0) а Касиљас је постао најмлађи голман који је брани у финалу овог такмичења. Оно је одиграно само четири дана после његовог 19. рођендана.
Због слабе форме у сезони 2001/02. изгубио је место у стартној постави а уместо њега прилику да брани је добио Цезар Санчез. Тако је било током читаве сезоне, све до утакмице финала Лиге шампиона против Бајер Леверкузена на којој се Цезар повредио па га је Касиљас заменио у 68. минуту. Касиљас је са неколико одличних одбрана омогућио својој екипи да задржи предност од 2-1 и на тај начин тријумфује.
Сезона 2007/08. је била изузетно успешна за Касиљаса. Реал је те сезоне освојио своју 31. титулу шампиона Шпаније а Касиљас је примио само 32 гола на 36 утакмица. Са Реалом је 14. фебруара 2008. потписао нови уговор до 2017. У фебруару 2009. је изједначио рекорд Пака Буја од 454 утакмице у дресу Реала. Током лета 2009. новине су објавиле да Манчестер сити покушава да га доведе у своје редове. Такође се појавила информација да и Манчестер јунајтед покушава да га доведе, али је Касиљас изјавио да не жели да напусти Реал.

### Повлачење
Дана 4. августа 2020. је званично објавио крај своје играчке каријере.

## Репрезентација
Наступао је за све млађе селекције своје репрезентације. Када му је било 16 година био је најмлађи играч репрезентације до 17 година која је освојила Европско првенство. Касније је био и капитен ове селекције. Две године касније је са репрезентацијом до 20 година освојио Светско првенство за играче до 20 година.
За сениорску репрезентацију је дебитовао против Шведске када му је било само 19 година и 14 дана. Био је на списку учесника Европског првенства 2000. али није играо ни на једној утакмици. На Светском првенству 2002. је требало да буде резерва Сантијагу Канизаресу али се он повредио па је Касиљас уместо њега бранио на свим утакмицама овог првенства. У групи је Шпанија заузела прво место са све три победе. У осмини финала су избацили Републику Ирску након извођења једанаестераца, а Касиљас је зауставио три узастопна шута у пенал серији. Такмичење је Шпанија завршила у четвртфиналу након пораза од Јужне Кореје. Током 120 минута игре није било голова, а Јужна Кореја је славила након бољег извођења једанаестераца. Касињасу тада није пошло за руком да одбрани ни један пенал.
На Европском првенству 2004. Шпанија није успела да прође групу. Заузела је тада треће место у групи иза Португалије и Грчке. Касиљас је бранио на све три утакмице које је његова репрезентација одиграла на овом првенству.
На Светском првенству 2006. Касиљас је био заменик капитена. У прве две утакмице групе против Украјине и Туниса носио је капитенску траку јер Раул на тим утакмицама није био стартер. У последњој утакмици такмичења по групама против Саудијске Арабије селектор Луис Арагонес је одмарао стандардне репрезентативце па је уместо Касиљаса на голу био Сантијаго Кањизарес. Касиљас је бранио и у утакмици осмине финала у којој је Шпанија поражена од Француске (1:3).
Услед изостанка Раула са Европског првенства 2008. Касиљасу је припала част да носи капитенску траку. Играо је у утакмицама групне фазе против Русије и Шведске док га је у утакмици са Грчком заменио Пепе Рејна. У четвртфиналу елиминисали су Италију након бољег извођења пенала, а Касиљас је зауставио шут Де Росија и Ди Наталеа. У полуфиналу су лако савладали Русију 3:0, а у финалу су били бољи од Немачке 1:0. Касиљас није примио ни један гол у нокаут фази, а постао је и први голман који је као капитен освојио Европско првенство.
На Светском првенству 2010. поново је предводио своју репрезентацију као капитен. У три утакмице групне фазе примио је два гола, док је у нокаут фази поновио успех са претходног Европског првенства. У овој фази такмичења је остао несавладан. У осмини финала Шпанија је елиминисала Португал (1—0) па потом у четвртфиналу Парагвај истим резултатом. Резултат 1:0 је био и у полуфиналу против Немачке, а истим резултатом је Шпанија у финалу добила и Холандију, само овога пута након продужетка јер је након 90 минута било 0:0. Шпанија је тада освојила своје прво Светско првенство, а Икер Касиљас је постао трећи голман, након Ђанпјера Комбија 1934. и Дина Зофа 1982. који је као капитен подигао пехар намењен победнику Светског првенства.

## Приватни живот
На тренингу са Портом 1. маја 2019. године, Касиљас је доживео срчани удар. Одведен је у болницу где му је стање стабилизовано. Касније те вечери, Икер је окачио слику на свом Твитер налогу захваливши се на подршци.

## Трофеји

### Клупски
Реал Мадрид
- Првенство Шпаније (5) : 2000/01, 2002/03, 2006/07, 2007/08. и 2011/12.
- Куп Шпаније (2) : 2010/11. и 2013/14.
- Суперкуп Шпаније (4) : 2001, 2003, 2008. и 2012.
- УЕФА Лига шампиона (3) : 1999/00, 2001/02. и 2013/14.
- УЕФА суперкуп (2) : 2002. и 2014. (финале 2000).
- Интерконтинентални куп (1) : 2002. (финале 2000).
- Светско клупско првенство (1) : 2014.

Порто
- Првенство Португалије (2) : 2017/18, 2019/20.
- Куп Португалије (1) : 2019/20.
- Суперкуп Португалије (1) : 2018.

### Репрезентација
Шпанија
- Европско првенство до 15. година (1) : 1995.
- Европско првенство до 16. година (1) : 1997.
- Светско првенство до 20. година (1) : 1999.
- Европско првенство (2) : 2008. и 2012.
- Куп конфедерација : (друго место) 2013.
- Куп конфедерација : (треће место) 2009.
- Светско првенство (1) : 2010.

### Индивидуални
- Браво награда (1) : 2000.
- Златна рукавица светског првенства (1) : 2010.
- Најбољи тим првенства (1) : 2010.